# Tuicoris lipurus
Tuicoris lipurus är en insektsart som beskrevs av Alan C. Eyles 2001. Tuicoris lipurus ingår i släktet Tuicoris och familjen ängsskinnbaggar. Inga underarter finns listade i Catalogue of Life.